# Driedaagse van Ankeveen
De Driedaagse van Ankeveen is een van de veertien Nederlandse natuurijsklassiekers en wordt georganiseerd door de Ankeveense IJsclub. De schaatswedstrijd vindt plaats op de Ankeveense Plassen. De Driedaagse van Ankeveen werd in 1986 voor het eerst georganiseerd en is de enige meerdaagse wedstrijd die het marathonschaatsen op natuurijs kent. Bovendien worden de klassementen opgemaakt aan de hand van de gemaakte tijden. Ook daarmee is de wedstrijd uniek in zijn soort.
De Driedaagse van Ankeveen wordt gereden op een baan met een lengte van 5 kilometer. Op deze baan worden alle wedstrijden gehouden. De etappes zijn als volgt:
- 1e dag: 5 km individuele proloog en 80 km marathon
- 2e dag: 20 km ploegentijdrit en 60 km marathon
- 3e dag: 100 km marathon.

Er wordt gereden op tijd en met ploegen van vier man.

## Historie
De eerste editie van de natuurijsklassieker op de Ankeveense Plassen vond plaats in 1979 en was een eendaagse wedstrijd over 100 km. De wedstrijd werd gewonnen door 'dolle' Dries van Wijhe voor Jos Pronk. De eerste Driedaagse werd in 1986 georganiseerd en gewonnen door Elfstedenwinnaar Evert van Benthem voor Jan Kooiman en Robert Vunderink. De tweede Driedaagse in 1987 moest op de derde dag afgelast worden vanwege de invallende dooi. Klassementsleider na vier afstanden was Jos Niesten, die tot winnaar werd uitgeroepen. De tweede plaats was voor Richard van Kempen voor Dries van Wijhe. In 1991 organiseerde de Ankeveense IJsclub de Nederlandse kampioenschappen marathonschaatsen op natuurijs over 100 kilometer, waarbij de titel ging naar Dries van Wijhe. In februari 1996 won Arnold Stam de driedaagse voor Ruud Borst en Richard van Kempen. In december 1996 vonden de Nederlandse kampioenschappen marathonschaatsen op natuurijs opnieuw op de Ankeveense Plassen plaats en won Bert Verduin voor Ruud Borst en Henk Angenent. Bij de vrouwen won Jenita Smit voor Klasina Seinstra en Gretha Smit.

### Editie seizoen 2008-2009
De eerste editie van de driedaagse in de 21e eeuw vond plaats op 12 januari 2009 en werd vanwege de invallende dooi tot één dag ingekort. Bob de Vries won de 5 km individuele proloog en de 80 km marathon en werd vervolgens na het afgelasten van dag 2 en 3 tot winnaar uitgeroepen. De tweede plaats was voor Cédric Michaud en Ingmar Berga werd derde. Bij de dames ging de winst na de marathon van zestig kilometer naar Sandra 't Hart voor Elma de Vries en Daniëlle Bekkering.

## Uitslagen
|    | Jaar | Datum          | Wedstrijd                  | Mannen  | Mannen            | Mannen            | Mannen  | Vrouwen  | Vrouwen                | Vrouwen  | Vrouwen |
| Km | Jaar | Datum          | Wedstrijd                  | Winnaar | Woonplaats        | Tijd              | Km      | Winnares | Woonplaats             | Tijd     |         |
| -- | ---- | -------------- | -------------------------- | ------- | ----------------- | ----------------- | ------- | -------- | ---------------------- | -------- | ------- |
| 1  | 1979 | 10 februari    |                            | 89      | Dries van Wijhe   | Oldebroek         | 3:10.12 |          | Lenie van der Hoorn    |          |         |
| 2  | 1985 | 15 februari    |                            | 141     | Jan Kooiman       |                   | 3:56.25 | 40       | Joke van der Voort     |          |         |
| 3  | 1986 | 12-14 februari | 1e Driedaagse van Ankeveen |         | Evert van Benthem | Sint Jansklooster | 7:50.01 |          |                        |          |         |
| 4  | 1987 | 2-3 februari   | 2e Driedaagse van Ankeveen |         | Jos Niesten       |                   | 4:25.22 |          |                        |          |         |
| 5  | 1991 | 7 februari     | Nederlands kampioenschap   | 98,8    | Dries van Wijhe   | Oldebroek         | 2:36.50 | 61       | Alida Pasveer          |          | 1:59.17 |
| 6  | 1996 | 6-8 februari   | 3e Driedaagse van Ankeveen |         | Arnold Stam       |                   | 7:20.20 |          |                        |          |         |
| 7  | 1996 | 30 december    | Nederlands kampioenschap   | 100     | Bert Verduin      |                   | 3:12.03 | 60       | Jenita Hulzebosch-Smit |          | 2:06.56 |
| 8  | 2009 | 12 januari     | 4e Driedaagse van Ankeveen |         | Bob de Vries      |                   |         | 60       | Sandra 't Hart         | Aalsmeer |         |